# Petr Hannig
Petr Hannig (ur. 20 stycznia 1946 w Uściu nad Łabą, zm. 21 stycznia 2025 w Pradze) – czeski piosenkarz, producent muzyczny i polityk, kandydat w wyborach prezydenckich w 2018.

## Życiorys
Kształcił się w szkole przemysłowej w Turnovie w zakresie kowalstwa artystycznego, po czym pracował w praskim centrum rzemiosła artystycznego. W latach 1968–1969 przebywał w Wielkiej Brytanii, gdzie współpracował m.in. z Dusty Springfield. W latach 1968–1973 studiował grę na organach, dyrygenturę i kompozycję w Konserwatorium w Pradze. Później uzyskał magisterium na Akademii Sztuk Scenicznych w Pradze. Po powrocie do Czechosłowacji współpracował z rozgłośnią radiową Československý rozhlas. Występował z własnym zespołem muzycznym pod nazwą Maximum Petra Hanniga, zajmował się także wyszukiwaniem talentów i tworzeniem piosenek. Na początku lat 90. zajął się własną działalnością gospodarczą, w 1994 założył wydawnictwo muzyczne MAXIMUM.
W 2002 został przewodniczącym nowo powołanej partii Strana zdravého rozumu. Kandydował wielokrotnie bez powodzenia w różnych wyborach. W 2017 zadeklarował start w wyborach prezydenckich przewidzianych na styczeń 2018. Zarejestrowanie kandydatury umożliwiło mu zebranie podpisów 26 członków Izby Poselskiej. W pierwszej turze głosowania z 12 i 13 stycznia 2018 otrzymał 0,6% głosów, zajmując 8. miejsce wśród 9 kandydatów.